# Aurelio Galli
Aurelio Galli (ur. 26 lutego 1866 we Frascati, zm. 26 marca 1929 w Rzymie) − włoski duchowny katolicki, kardynał.

## Życiorys
Ukończył pontyfikalne seminarium w Rzymie, a także Uniwersytet Gregoriański. Święcenia kapłańskie otrzymał 2 kwietnia 1889. W latach 1893–1899 pracował w Kongregacji ds. Nadzwyczajnych Spraw Kościoła, po czym do roku 1903 był sekretarzem w sekretariacie ds. listów łacińskich. Był jednym z odpowiedzialnych za planowanie i organizację pogrzebu papieża Leona XIII. Od 1908 kanonik Patriarchalnej bazyliki laterańskiej. Parę miesięcy później mianowany pronotariuszem apostolskim. 7 listopada 1911 został Sekretarzem Listów Książęcych. Przygotował i wygłosił orację po śmierci Leona XIII, a także oratio pro eligendo pontifice podczas konklawe 1914 i 1922 roku. Zwyczajowo duchowny, który wygłasza tę mowę jest w późniejszym czasie mianowany kardynałem przez nowo wybranego papieża. Tak też stało się i w tym przypadku – 20 grudnia 1923 włączony został do grona kardynałów. Nigdy nie przyjął święceń biskupich. Umarł na udar i pochowany został w katedrze we Frascati.